# Temple de la Fusterie

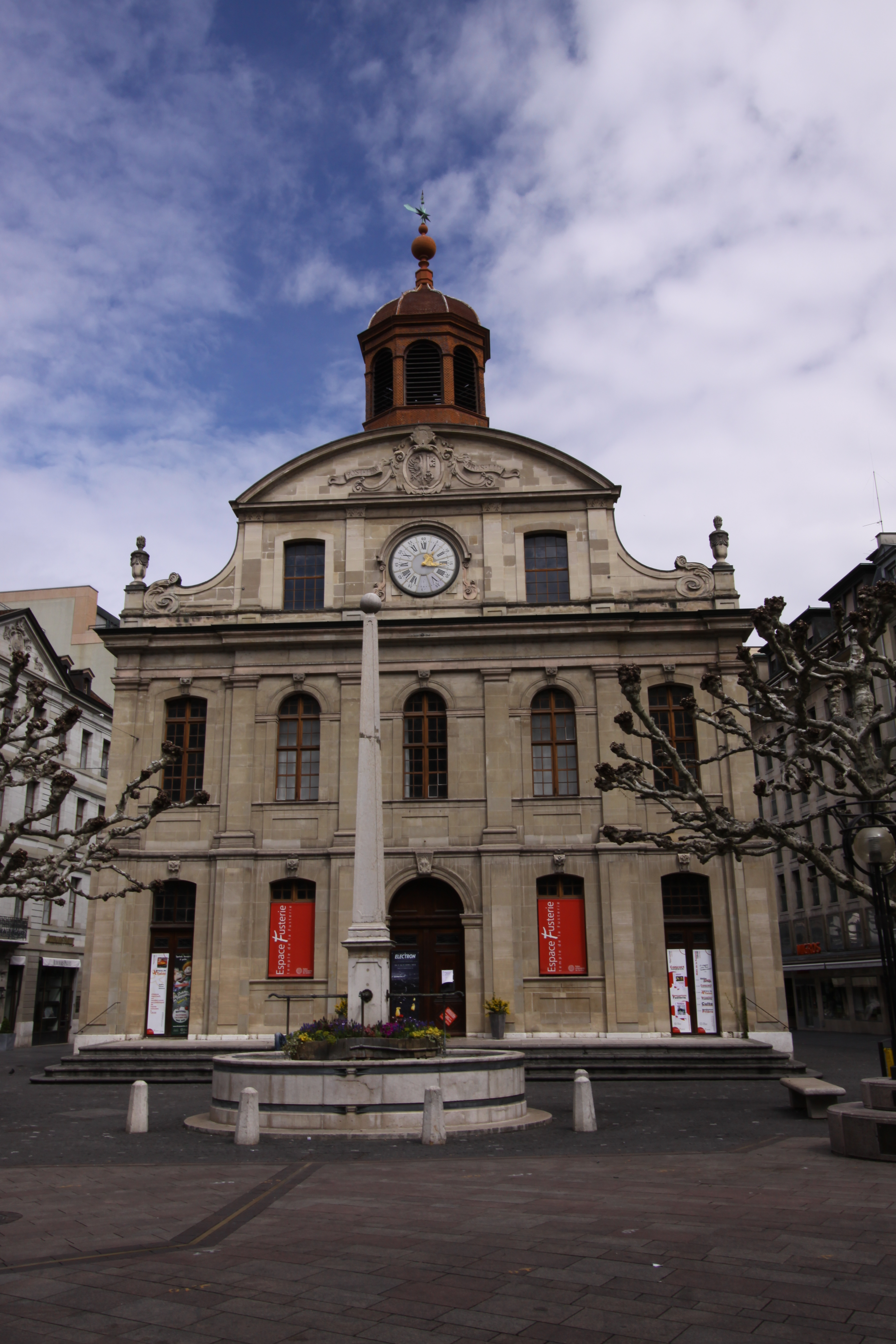
Temple de la Fusterie

Der Temple de la Fusterie ist ein barockes  Kirchengebäude der reformierten Église Protestante de Genève in der Altstadt von Genf in der Schweiz.

## Geschichte

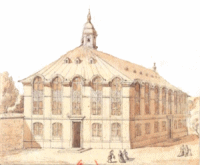
Vorbild für die Fusterie: Der Temple de Charenton

Die Kirche wurde 1713–1715 nach Plänen von Jean Vennes errichtet. Die Zeit war von einem starken Zustrom hugenottischer Flüchtlinge aus Frankreich in die Republik Genf geprägt. Die Kirche wurde sowohl hinsichtlich des Stils als auch hinsichtlich der Raumordnung deutlich inspiriert vom bedeutendsten Gebäude der hugenottischen Architektur, dem Temple de Charenton. Die voluminöse Kirche von Charenton wurde durch Salomon de Brosse 1623 als Saalkirche mit mehrstöckigen rundumlaufenden Emporen und zentraler Kanzel errichtet. Der Temple de la Fusterie folgt diesem Bauschema weitgehend und inspirierte zahlreiche weitere reformierte Kirchenbauten der Romandie sowie die Heiliggeistkirche in Bern, die ein Hauptwerk des protestantischen Barocks in der Schweiz bildet.

## Beschreibung

### Äusseres
Die unverputzte Hauptfassade ist durch Pilaster in fünf Achsen und durch Gesimse in drei Stockwerke gegliedert. Die Mittelachse enthält das Hauptportal, die äusseren Achsen die Seitenportale. In den dazwischen liegenden Achsen befinden sich Segmentbogenfenster. Das mittlere Stockwerk enthält eine Reihe von Rundbogenfenstern. Durch Voluten verjüngt sich das dritte Geschoss auf zwei Achsen. Die Mittelachse enthält ein Uhrwerk, während die flankierenden Achsen Segmentbogenfenster enthalten. Den Abschluss der Fassade bildet ein Segmentgiebel, dessen Giebelfeld mit prachtvoller ornamentaler Plastik versehen ist. Als Glockenträger fungiert ein polygonaler Dachreiter mit bekrönender Haube.

### Innenraum
Der Innenraum verfügt über eine auf Kolonnaden toskanischer Ordnung ruhende umlaufende Empore. Eine weitere Kolonnade setzt über der Empore an und stützt die Decke, die über den Emporen flach ist und über dem Hauptraum des Kirchenschiffs ein Korbbogengewölbe bildet. Optischer Mittelpunkt der Kirche bildet die der Orgelempore vorgelagerte freistehende Kanzel. Zusammen mit dem Taufstein bildet sie den zentralen Ort des reformierten Predigtgottesdienstes und sollte von allen Orten im Schiff aus sichtbar sein. Das hugenottische Bauprinzip dieser Kirche kann diesem Anspruch weitgehend gerecht werden.
Der Innenraum der Kirche ist sehr schlicht gehalten. Nur wenige Kunstwerke wie der Zierrahmen des Uhrwerks und das darüberliegende Christusmonogramm ziehen die Aufmerksamkeit auf sich.